# Lithophane innominata
Lithophane innominata là một loài bướm đêm thuộc họ Noctuidae. Sải cánh dài 35–39 mm. Con trưởng thành bay từ tháng 9 đến tháng 10 và từ tháng 4 đến tháng 5 tùy theo địa điểm.